# 愛星阿 (繙譯進士)
愛星阿（穆麟德轉寫：aisingga；？年—？年），荊州駐防正藍旗滿洲人，光緒二十年（1894年）甲午恩科繙譯進士，曾官陝西延安府、漢中府知府。

## 生平[2]
- 中式繙譯進士，曾任兵部員外郎。
- 因隨扈當差出力，由軍機大臣面奉諭旨以知府在任選用。
- 光緒三十一年（1905年），籤掣陝西延安府知府。
- 光緒三十四年（1908年）嵗察，考語：「穩慎精詳，能知體要」[3]、「年壯才明，克勤厥職」[4]。
- 調署漢中府知府。
- 宣統二年（1910年）大計，因「民懷吏畏，表率有方」，本任歷俸已滿五年，特舉卓異[5]，傳旨嘉獎[6]。